# Pedro Inguanzo Rivero
Pedro Inguanzo Rivero (ur. 22 grudnia 1764 w Llanes, zm. 30 stycznia 1836 w Toledo) – hiszpański duchowny katolicki, kardynał, arcybiskup Toledo (urząd powiązany z tytułem prymasa Hiszpanii).

## Życiorys
Pochodził z rodziny drobnoszlacheckiej. W latach 1810–1813 był deputowanym do Kortezów, które obradowały w Kadyksie. Prawdopodobnie w 1814 przyjął święcenia kapłańskie. 26 września 1814 został wybrany biskupem Zamory. 12 lutego 1815 w Madrycie przyjął sakrę z rąk arcybiskupa Blas Joaquína Álvareza de Palmy (współkonsekratorami byli biskupi Francisco Javier Mier Campillo i Atanasio Puyal Poveda). 27 września 1824 objął stolicę metropolitalną i prymasowską Toledo, na której pozostał już do śmierci. 20 grudnia 1824 Leon XII wyniósł go do godności kardynalskiej, a 28 lutego 1831 nadał mu kościół tytularny San Tommaso in Parione. Nie brał udziału w Konklawe 1829 (wybierającym Piusa VIII). Uczestniczył Konklawe 1830–1831 (wybierającym Grzegorza XVI).
Został pochowany w Katedrze Najświętszej Marii Panny w Toledo.